# Smyra tatosoma
Smyra tatosoma är en fjärilsart som beskrevs av Butler 1879. Smyra tatosoma ingår i släktet Smyra och familjen nattflyn. Inga underarter finns listade i Catalogue of Life.